# 工业黑化
工业黑化（英語：industrial melanism）是在部分节肢动物中表现出的一种演化效应，这些动物在受到工业污染（包括二氧化硫气体和深色烟煤沉积物）的环境中演化出了深色色素（即黑化现象）。二氧化硫等污染物会杀死覆盖在树干上的地衣，使树皮裸露并被烟灰熏黑变暗。颜色较深的个体因体色与周围被污染的树干等环境颜色更匹配，使它们得以伪装，从而更适应这些区域并受到自然选择的青睐。英国遗传学家伯纳德·凯特威尔对此现象有过深入研究，后来该现象也常被援引作为支持达尔文自然选择学说的例证。虽然一些动物学家、神创论者等都质疑过凯特威尔的研究，但后来进一步的科学研究支持了凯特威尔的发现。
工业黑化现象在鳞翅目（包括各种蝴蝶和飞蛾）中广泛存在，涉及70多个物种，例如双齿贡尺蛾（Odontopera bidentata ）、松针毒蛾（Lymantria monacha）等，其中以对桦尺蛾的研究最为深入。研究人员还发现飞蛾中的工业黑化现象伴随着污染的降低而减少，从而进一步证实了该现象是伪装所带来的自然选择的结果。二星瓢虫（Adalia bipunctata）中亦有黑化现象，不过该物种拥有的是显眼的警戒色而非伪装用的保护色。在龟头海蛇（Emydocephalus annulatus）中同样也能看到类似现象，黑化或有助于这种海蛇通过蜕皮以排出微量元素。